# Aubervilliers
Aubervilliers je francouzské město v severovýchodní části metropolitní oblasti Paříže v departementu Seine-Saint-Denis, region Île-de-France.

## Geografie
Sousední obce: Saint-Denis, La Courneuve, Pantin a Paříž.

## Vývoj počtu obyvatel
Počet obyvatel

## Historie
První zmínka o obci pochází z roku 1059, tehdy se uvádí pod názvem Albertivillare. K 1. lednu 1860, kdy se Paříž rozrostla o několik sousedních obcí, byla k metropoli připojena i část obce Aubervilliers.

## Osobnosti města
- Jindřich IV. Francouzský (1553 – 1610), francouzský král
- Pierre Laval (1883 – 1945), francouzský politik
- Jean-Baptiste Mondino (* 1949), francouzský fotograf
- Didier Daeninckx (* 1949), francouzský spisovatel
- Virginie Ledoyen (* 1976), francouzská herečka
- Abou Diaby (* 1986), francouzský fotbalista

## Doprava
Aubervilliers je dosažitelné linkou RER B, linkami číslo 7 a 12 pařížského metra a autobusy RATP číslo 65, 134, 139, 150, 152, 170, 173, 234, 249, 250, 302, 330, 552.

## Partnerská města
- Beit Jala, Palestina
- Boully, Mauritánie
- Empoli, Itálie
- Jena, Německo